# Strelka (Krasnodar)
Strelka (del ruso: Стрелка) es un posiólok del raión de Temriuk del krai de Krasnodar del sur de Rusia. Está situado junto al limán Starotitarovski, en el delta del Kubán y la península de Tamán, 11 km al oeste de Temriuk y 137 km al oeste de Krasnodar, la capital del krai. Tenía 4 967 habitantes en 2010
Es cabeza del municipio Krasnostrelskoye, al que pertenecen asimismo Beli y Zakubanski.

## Transporte
Al sur de la localidad pasa la carretera federal M25 Novorosíisk-Port Kavkaz.